# Mario Joseph Conti
Mario Joseph Conti (Elgin, 20 marzo 1934 – Glasgow, 8 novembre 2022) è stato un arcivescovo cattolico britannico.

## Biografia
Mario Joseph Conti nacque a Elgin il 20 marzo 1934 ed era figlio di Louis Joseph Conti e Josephine Quintilia, nata Panicali.

### Formazione e ministero sacerdotale
Frequentò il St. Marie's Convent di Elgin, la Springfield School di Elgin e successivamente entrò nel seminario del St. Mary's College a Blairs. Venne quindi inviato a Roma per studi. Prese residenza presso il Pontificio Collegio Scozzese. Nel 1955 conseguì la licenza in filosofia e nel 1958 quella in teologia presso la Pontificia Università Gregoriana.
Il 26 ottobre 1958 fu ordinato presbitero per la diocesi di Aberdeen nella chiesa di San Marcello al Corso a Roma da monsignor Luigi Traglia, vicegerente della diocesi di Roma. In seguito fu vicario parrocchiale della parrocchia della cattedrale di Santa Maria Assunta ad Aberdeen e parroco delle parrocchie di San Gioacchino a Wick e di Sant'Anna a Thurso dal 1962 al 1977.

### Ministero episcopale
Il 28 febbraio 1977 papa Paolo VI lo nominò vescovo di Aberdeen. Ricevette l'ordinazione episcopale il 3 maggio successivo nella cattedrale di Santa Maria Assunta ad Aberdeen dal cardinale Gordon Joseph Gray, arcivescovo metropolita di Saint Andrews ed Edimburgo, co-consacranti il vescovo di Paisley Stephen McGill e quello di Argyll e delle Isole Colin Aloysius MacPherson. Durante la stessa celebrazione prese possesso della diocesi.
In qualità di vescovo di Aberdeen respinse le affermazioni secondo cui la Chiesa cercava di proteggere gli interessi di suore e sacerdoti al di sopra di quelli dei bambini che affermavano di essere stati maltrattati. Fece seguito la condanna di suor Marie Docherty per quattro accuse di crudeltà nei confronti delle ragazze negli asili nido di Nazareth House ad Aberdeen e Midlothian negli anni '60 e '70. Malcolm Bruce, deputato liberal democratico del collegio di Gordon, invitò la Chiesa a scusarsi con le vittime di suor Marie ma Conti non espresse mai delle scuse pubbliche.
Il 15 gennaio 2002 papa Giovanni Paolo II lo nominò arcivescovo metropolita di Glasgow. Prese possesso dell'arcidiocesi il 22 febbraio successivo. Il 29 giugno lo stesso pontefice gli impose il pallio, simbolo degli arcivescovi metropoliti, durante una celebrazione svoltasi nel sagrato della basilica di San Pietro in Vaticano.
Nel marzo del 2003 e nel febbraio del 2010 compì la visita ad limina.
Tra il 2009 e il 2011, a seguito di una campagna di raccolta fondi di successo, l'arcivescovo Conti supervisionò l'importante ristrutturazione della cattedrale metropolitana di Sant'Andrea a Glasgow. Il programma da 5 milioni di sterline venne descritto come la ristrutturazione più significativa di una chiesa cattolica in Scozia dalla Riforma protestante. I lavori vennero ampiamente acclamati e all'inaugurazione parteciparono il Primo ministro scozzese e rappresentanti di altre denominazioni cristiane. La cattedrale ora vanta una nuova pavimentazione, nuovi sistemi di riscaldamento e audio, nuovi posti a sedere, nuovo altare e ambone (progettati dallo stesso arcivescovo) e un dipinto iconico di San John Ogilvie realizzato dell'acclamato pittore scozzese Peter Howson. Nel chiostro a est della cattedrale, grazie a una campagna di raccolta fondi tra la comunità italo-scozzese, fu creato un giardino all'italiana con un monumento per ricordare il disastro della Arandora Star del 1940.
Dal 7 ottobre 2004 al 20 novembre 2005 fu anche amministratore apostolico di Paisley.
Il 24 luglio 2012 papa Benedetto XVI accettò la sua rinuncia al governo pastorale dell'arcidiocesi per raggiunti limiti di età.
In seno alla Conferenza episcopale di Scozia fu presidente della commissione per la dottrina e l'unità dei cristiani e della commissione per il patrimonio. Fu anche membro del comitato congiunto dei vescovi cattolici per la bioetica e del consiglio centrale di Action of Churches Together in Scotland e presidente di Churches Together in Britain and Ireland. Fu anche socio della Royal Society di Edimburgo.
Fu membro del Pontificio consiglio per la promozione dell'unità dei cristiani e della Pontificia commissione per i beni culturali della Chiesa.
Ricoprì anche gli uffici di cappellano principale dell'Associazione britannica del Sovrano Militare Ordine di Malta dal 1995 al 2000 e di gran priore per la Scozia dell'Ordine equestre del Santo Sepolcro di Gerusalemme dal 2013 all'ottobre del 2022.
Venne insignito di un Doctor of Divinity honoris causa dall'Università di Aberdeen nel 1989; del titolo di professore onorario di teologia dello stesso ateneo nel 2002; di un Doctor of Divinity honoris causa dall'Università di Glasgow nel 2010 e del Premio Internazionale Bonifacio VIII.
Morì al Queen Elizabeth University Hospital di Glasgow l'8 novembre 2022 all'età di 88 anni dopo una breve malattia. Le esequie si tennero il 18 novembre alle ore 12 nella cattedrale di Sant'Andrea a Glasgow. Al termine del rito fu sepolto nella cripta dello stesso edificio.

## Opinioni

### Accuse contro la BBC
Nel 2004, accusò la BBC di "maleducazione e pregiudizio" nella sua copertura della Chiesa cattolica romana e di "grossolana insensibilità" al tempo del giubileo d'argento di papa Giovanni Paolo II. Affermò che il 25º anniversario del pontificato e la beatificazione di Madre Teresa di Calcutta era stato contrassegnato da un documentario intitolato Sex and the Holy City, che esaminò l'efficacia dei preservativi nella lotta contro l'AIDS. Mise anche in dubbio i piani per trasmettere una vignetta chiamata Popetown, che ha derideva il papa definendolo un pensionato infantile e accusò Newsnight di aver condotto un'intervista "beffarda e aggressiva" sulla posizione della Chiesa nelle scuole universitarie condivise. La National Secular Society definì le affermazioni come "grossolanamente antidemocratiche e pericolose". Un portavoce della BBC dichiarò: "Siamo sempre desiderosi di garantire che tutte le fedi si riflettano nella nostra produzione e siano riportate accuratamente".

### Clonazione umana
Nel 2003 Conti accusò pubblicamente il governo del Regno Unito di aprire la strada alla clonazione umana. Affermò che il primo passo del "viaggio da incubo" era stato l'accettazione di bambini in provetta o la fecondazione in vitro con trasferimento dell'embrione nel 1978.

### Diritti delle coppie omosessuali
Monsignor Conti fu un accanito oppositore delle estensioni dei diritti alle coppie omosessuali. Nel 2000 firmò una lettera pubblica insieme al cardinale Thomas Joseph Winning, arcivescovo metropolita di Glasgow, che chiedeva il mantenimento della sezione 28 della legge sul governo locale nonostante gli sforzi del governo per abrogarla. La lettera affermava che era importante impedire il finanziamento e la promozione di materiale educativo che promuovesse apertamente la pratica omosessuale nelle scuole.
Nel 2006 Conti espresse pubblicamente le sue opinioni sul caso di nove vigili del fuoco scozzesi che erano stati puniti per essersi rifiutati di prendere parte a un evento del gay pride, dicendo che era sbagliato aspettarsi che partecipassero. Non perché le persone omosessuali non dovrebbero ricevere consigli sulla sicurezza antincendio, ma perché gli uomini si sentivano a disagio per la campagna "bacia un pompiere" presumibilmente pianificata per l'evento.
Sempre nel 2006, Conti invitò i deputati del Parlamento scozzese a respingere il Civil Partnerships (Scotland) Bill, che avrebbe fornito alle coppie non sposate in relazioni "impegnate" l'uguaglianza in settori come l'eredità, le pensioni e il lutto dicendo: "Non è omofobia e non abbiamo lamentele contro gli omosessuali di per sé , ma crediamo che il rapporto omosessuale sia sovversivo". In seguito criticò le proposte del governo di consentire l'adozione di bambini da parte di coppie omosessuali.
Più tardi, quello stesso anno, in un sermone sostenne che l'insegnamento morale della Chiesa fosse minato. In una parte del discorso, criticò la legislazione britannica sulle unioni civili che era stata recentemente introdotta. Menzionò l'insegnamento tradizionale della Chiesa cattolica, affermando che gli atti omosessuali non potevano essere considerati equivalenti all'amore coniugale tra un uomo e una donna. Dopo che Patrick Harvie, un deputato del Partito Verde Scozzese e sostenitore dell'uguaglianza LGBT, sentì parlare del sermone dell'arcivescovo, scrisse al capo della polizia di Strathclyde chiedendo di chiarire se il discorso del prelato avrebbe potuto essere considerato un incitamento all'odio sulla base dell'orientamento sessuale.
Nell'ottobre del 2010 inviò una lettera pubblica a tutte le parrocchie scozzesi esortando i cattolici a opporsi ai piani del governo di concedere alle coppie omosessuali il diritto di sposarsi. Avvertì che la mossa avrebbe creato "divisioni più ampie" nella società. Questo spinse il leader scozzese dei liberal democratici Willie Rennie a suggerire che la Chiesa cattolica stesse cercando di controllare l'opinione pubblica.

### Attentato di Lockerbie
Nel 2009, Conti sostenne esplicitamente il rilascio da parte del governo scozzese di Abd el-Basset Ali al-Megrahi, che era stato imprigionato per il ruolo avuto nell'attentato di Lockerbie. Conti disse che "personalmente, come molti altri nella comunità cattolica, ho ammirato la decisione di rilasciare Abd el-Basset Ali al-Megrahi per motivi di compassione che, dopo tutto, è uno dei principi inscritti sulla mazza [cerimoniale, n.d.r.] del Parlamento scozzese in base al quale dovrebbe operare il governo scozzese".

### Salute sessuale
Nel 2004 Conti criticò le proposte dell'esecutivo scozzese per affrontare i problemi di salute sessuale tra i giovani. Sostenne che il progetto di strategia poneva troppa enfasi sulle cure mediche e non abbastanza sulle preoccupazioni spirituali o sociali. L'arcivescovo evidenziò la preoccupazione che l'omosessualità fosse percepita come pari alle relazioni eterosessuali e l'assenza di riferimenti al matrimonio nel rapporto.

### Summorum Pontificum
Nel 2007 emanò direttive sull'applicazione del motu proprio Summorum Pontificum nella sua diocesi. Questo chiariva le disposizioni per i sacerdoti che desideravano celebrare liberamente a Glasgow l'Eucarestia secondo il Messale Romano del 1962 (la Messa tridentina). Padre John Zuhlsdorf affermò che tali direttive erano in contrasto con il documento pontificio  che permetteva la piena libertà di celebrare questa forma di messa senza una congregazione ma esigeva determinate condizioni per la sua celebrazione con una congregazione.

### Sostegno ai richiedenti asilo
Nel 2012 lanciò una difesa schietta dei richiedenti asilo che affrontavano condizioni di indigenza. Conti scrisse un articolo in cui sollecitava un'azione per difendere i richiedenti asilo a rischio pubblicato dal Sunday Herald del 10 giugno e sostenne una manifestazione pubblica per protestare contro lo sfratto dei richiedenti asilo: "Sembra assolutamente inconcepibile che un Paese con tradizioni così forti di assistenza sociale, l'equità e la coesione sociale potrebbero consentire a persone innocenti di essere sfrattate, bandite dal lavoro, lasciate senza cibo e riparo ed effettivamente eliminate dalla società. Ma questo è esattamente ciò che è probabile che accada, a meno che qualcosa non venga fatto".

## Genealogia episcopale e successione apostolica
La genealogia episcopale è:
- Cardinale Scipione Rebiba
- Cardinale Giulio Antonio Santori
- Cardinale Girolamo Bernerio, O.P.
- Arcivescovo Galeazzo Sanvitale
- Cardinale Ludovico Ludovisi
- Cardinale Luigi Caetani
- Cardinale Ulderico Carpegna
- Cardinale Paluzzo Paluzzi Altieri degli Albertoni
- Papa Benedetto XIII
- Papa Benedetto XIV
- Papa Clemente XIII
- Cardinale Marcantonio Colonna
- Cardinale Giacinto Sigismondo Gerdil, B.
- Cardinale Giulio Maria della Somaglia
- Cardinale Carlo Odescalchi, S.I.
- Cardinale Costantino Patrizi Naro
- Cardinale Lucido Maria Parocchi
- Papa Pio X
- Cardinale Gaetano De Lai
- Cardinale Raffaele Carlo Rossi, O.C.D.
- Cardinale William Godfrey
- Cardinale Gordon Joseph Gray
- Arcivescovo Mario Joseph Conti

La successione apostolica è:
- Vescovo Peter Antony Moran (2003)
- Arcivescovo Philip Tartaglia (2005)